# Hyalinoecia leucacra
Hyalinoecia leucacra är en ringmaskart som beskrevs av Chamberlin 1919. Hyalinoecia leucacra ingår i släktet Hyalinoecia och familjen Onuphidae. Inga underarter finns listade i Catalogue of Life.